# Липтовски-Микулаш

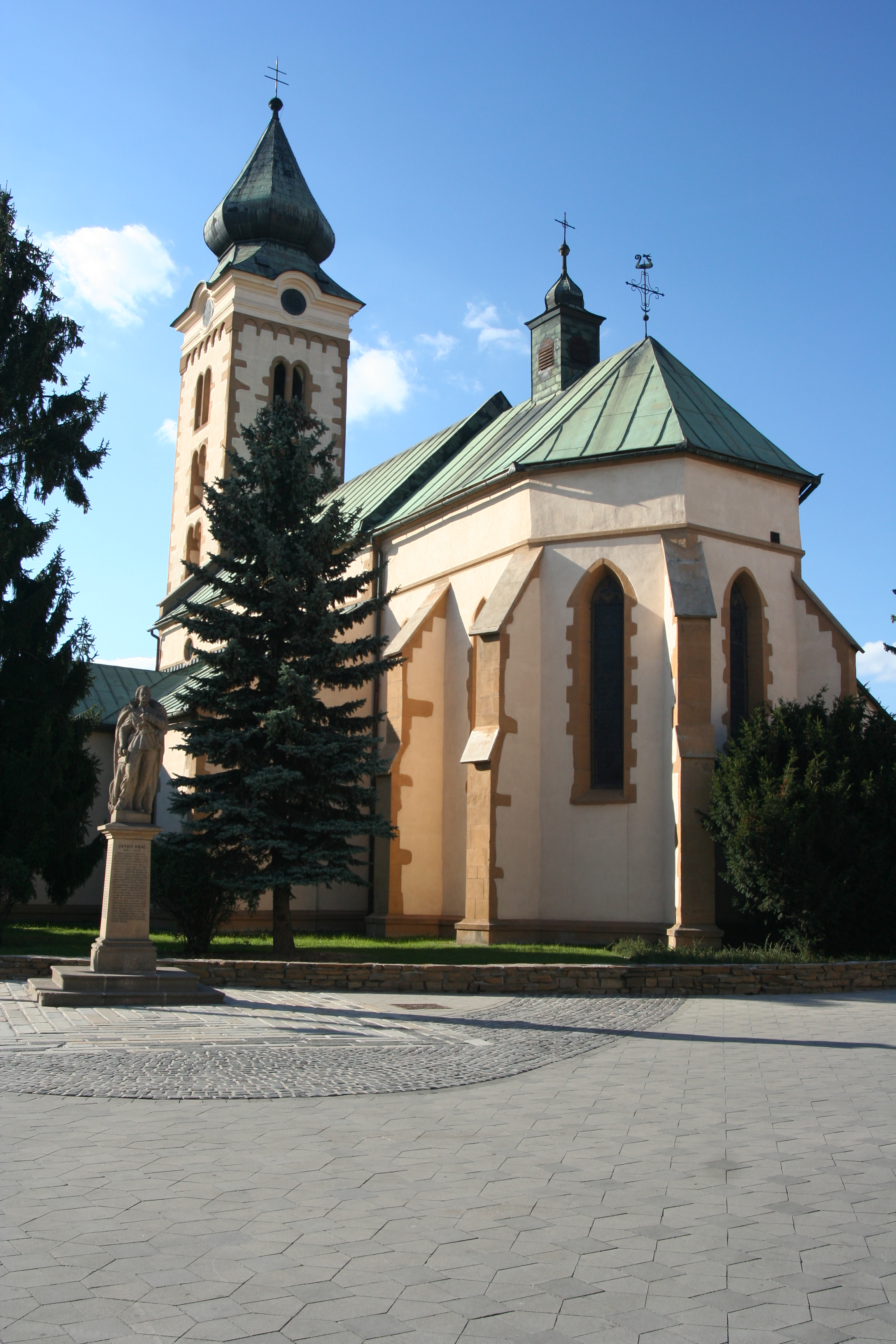
Символ города — костёл св. Николая

Ли́птовски-Ми́кулаш (словац. Liptovský (Svätý) Mikuláš, нем. Liptau-Sankt-Nikolaus, венг. Liptószentmiklós, иногда рус. Липтовский Святой Николай) — город в северной Словакии на реке Ваг между Западными и Низкими Татрами. Население — около 33 тыс. человек.

## История
Липтовский Микулаш впервые упомянут в 1286 году, с XIV века город приобретает большое экономическое значение, особенно с 1677 года, когда он становится центром Липтова. В 1713 году здесь был прилюдно казнен путём повешения за ребро известный «словацкий Робин Гуд» Юрай Яношик. В 1848 году здесь были подписаны Требования словацкого народа.
В настоящее время Липтовский Микулаш — важный промышленный центр северной Словакии.

## Население
| Год:                | 1994   | 2004    | 2014    | 2024    |
| ------------------- | ------ | ------- | ------- | ------- |
| Количество человек: | 33 401 | 32 930  | 31 593  | 29 860  |
| Разница:            |        | −1,41 % | −4,06 % | −5,48 % |

## Инфраструктура
Академия вооружённых сил Словакии, расположена на окраине города.

## Достопримечательности
- Костёл св. Николая
- Жупный дом
- Лютеранская кирха
- Готический монастырь францисканцев Околичне
- Водохранилище Липтовска Мара
- Музей Янка Краля
- Галерея Петра Богуня

## Города-партнеры
- Terchová[вд], Словакия (2018)
- Анси, Франция (1992)
- Бачка-Паланка, Сербия (2017)
- Галанта, Словакия (2006)
- Живец, Польша (2008)
- Каламария, Греция (1987)
- Кеми, Финляндия (1983)
- Кишкёрёш, Венгрия (1976)
- Михаловце, Словакия (2016)
- Опава, Чехия (1962)
- Словенске-Конице, Словения

## Персоналии
- Трановский, Юрай (1592—1637) — пастор, поэт, один из наиболее ярких представителей словацкого литературного барокко.
- Краль, Янко (1822—1876) — словацкий поэт и деятель национально-освободительного движения.
- Петер Белла (1842–1919) – словацкий поэт.
- Ондрей Милослав Белла (1851–1903) – словацкий поэт.
- Самуэль Фишер (1859—1934) — немецкий издатель.
- Аурель Болеслав Стодола (1859—1942) — учёный, педагог, инженер-конструктор. Основатель прикладной термодинамики, конструирование первых турбинных генераторов.
- Ко́рнел Ми́лан Сто́дола (1866—1946) — словацкий общественно-политический деятель, предприниматель.
- Иван Стодола (1888—1977) — словацкий писатель, драматург, врач.
- Янко Алекси  (1894—1970)  — художник, писатель, публицист. Народный художник ЧССР.
- Сильвия Брезинова (Diana Doll) (род. 22 июля 1976) —  порноактриса и модель.
- Лацо, Ян (род. 1 декабря 1981) — профессиональный словацкий хоккеист, вратарь. В настоящее время является игроком клуба «Донбасс», выступающего в КХЛ.
- Коломан Сокол — один из крупнейших словацких художников XX века, график.